# Nils Adlercreutz
Nils Adlercreutz (n. 8 iulie 1866, Q10436394⁠(d), Comitatul Östergötland, Suedia – d. 27 septembrie 1955, parohia Oscar⁠(d), Comitatul Stockholm, Suedia) a fost un sportiv ce a reprezentat Suedia, medaliat olimpic. A participat la o ediție a Jocurilor Olimpice (1912) în care a câștigat o medalie de aur.

## Participări
Lista de mai jos prezintă principalele competiții la care a participat Nils Adlercreutz de-a lungul carierei.
- equestrian at the 1912 Summer Olympics – team eventing[*]